# Teofil
Teofil – imię pochodzenia greckiego. Oznacza „miły Bogu”. Istnieją liczni święci o tym imieniu. Święty Łukasz, autor jednej z Ewangelii oraz Dziejów Apostolskich tym imieniem (Łk 1,3) (Dz 1,1) zwraca się do swojego czytelnika rozpoczynając napisane przez siebie księgi.
Podobne znaczenie w języku polskim posiada imię Bogumił, a z łaciny pochodzi znaczeniowo podobny Amadeusz.
Zdrobnienia: Teofilek, Teoś. Żeński odpowiednik: Teofila.
W XXI wieku imię Teofil pozostaje w użyciu, lecz jego popularność maleje. Wg stanu bazy danych PESEL w marcu 2001 nosiło je 9643 osób. W styczniu 2024 w rejestrze PESEL było 1869 mężczyzn o imieniu Teofil nadanym jako imię pierwsze oraz 3795 mężczyzn noszących imię Teofil jako imię drugie.
Teofil imieniny obchodzi 8 stycznia, 30 stycznia, 27 kwietnia, 2 października, 13 października i 20 grudnia.

## Teofil w innych językach[10]
- łacina – Theophilus
- angielski – Theophil, Theophilus
- czeski – Teofil, Theofil
- francuski – Théophile
- hiszpański – Teofilo
- rosyjski – Feofil
- włoski – Teofilo.

## Osoby o imieniu Teofil
- św. Teofil – jeden z Ojców Kościoła, biskup Cezarei Palestyńskiej
- Teofil – cesarz bizantyjski
- Teofil Dziama – podpułkownik pilot Wojska Polskiego
- Teofil Glück (1824—1884) – rumuński lekarz polskiego pochodzenia, dyplomata
- Theophilus Howard – 2. hrabia Suffolk
- Théophile Jeusset – bretoński publicysta, pisarz i działacz narodowy
- Teofil Królik – górnik, polski działacz narodowy, poseł do Reichstagu Cesarstwa Niemieckiego
- Teofil Kuczyński – polski duchowny katolicki, działacz narodowy i społeczny
- Teofil Lenartowicz – polski etnograf, rzeźbiarz, konspirator i poeta romantyczny
- Teofil Ociepka – malarz samouk, prymitywista, teozof
- Teofil Morawski – członek Rządu Narodowego w powstaniu listopadowym
- Wincenty Teofil Popiel – biskup płocki, kujawsko-kaliski, arcybiskup metropolita warszawski
- Teofil Wilski – pomocniczy biskup diecezji kaliskiej.

Postaci fikcyjne
- Teofil Piecyk (pan Piecyk) – fikcyjny bohater felietonów i opowiadań Stefana Wiecheckiego.